# Vincent Gardner
Vincent Gardner (* 31. Oktober 1972 in Chicago, Illinois) ist ein US-amerikanischer Jazzposaunist, Komponist und Musikpädagoge. 

## Biografie
Gardner stammt aus einer musikalischen Familie; sein Vater Burgess Gardner war Trompeter bei Ray Charles, Count Basie und Horace Silver, seine Mutter Pianistin und Chorleiterin. Er wuchs in East Lansing (Michigan), Virginia Beach und Hampton (Virginia) auf, lernte zunächst Geige, dann Saxophon und Waldhorn. Mit 13 Jahren entschied er sich für die Posaune. Schon während der Schulzeit begann er sich für Jazz zu interessieren und spielte im Hampton All-City Jazz Ensemble, wo er J. J. Johnson vorgestellt wurde. Später studierte er an der Florida A&M University klassisches Posaunenspiel und Musikpädagogik. 1995 wechselte er zur University of North Florida, wo er 1996 graduierte. Er zog dann nach Brooklyn, um als Berufsmusiker zu arbeiten, zunächst in Gruppen wie dem Count Basie Orchestra, Duke Ellington Orchestra, sowie bei Illinois Jacquet, Clark Terry, Jimmy Heath oder Frank Foster. 2003/04 hatte er einen Lehrauftrag an der Michigan State University; danach unterrichtete er an der Florida State University, an der New School und der Juilliard School of Music in New York City.
Gardner nahm unter eigenem Namen vier Alben für SteepleChase Records auf. Ferner begleitet er von 1998 bis 2000 begleitete Lauryn Hill auf Tourneen. Ende 2000 wurde Gardner Mitglied des Jazz at Lincoln Center Orchestra unter der Leitung von Wynton Marsalis. Für das Ensemble schrieb er auch zahlreiche Arrangements. 2009 hatte er einen Kompositionsauftrag von Jazz at Lincoln Center („The Jesse B. Semple Suite“), basierend auf Kurzgeschichten von Langston Hughes um die literarische Figur Jesse B. Semple.
Neben diesen Aktivitäten tritt er regelmäßig mit seinem Bruder, dem Trompeter Derrick Gardner und dessen Formation The Jazz Prophets auf, zu hören auf Derrick Gardners Album Pan Africa (2022). Im Laufe seiner bisherigen Karriere wirkte er auch bei Aufnahmen von Marcus Roberts, Nicholas Payton, dem Jazz at Lincoln Center Orchestra (The Music Of Charles Mingus, 2004), Lizz Wright und Steve Allee mit.

## Diskografie
- Elbow Room (SteepleChase, 2006)
- The Good Book, Ch. 1 (SteepleChase, 2007)
- Vin-Slidin (SteepleChase, 2008)
- Three-Five (SteepleChase, 2009)

## Lexikalischer Eintrag
- Richard Cook, Brian Morton: The Penguin Guide to Jazz Recordings. 8. Auflage. Penguin, London 2006, ISBN 0-14-102327-9.